# Ginásio Clube Olhanense
A equipa de Basquetebol do Ginásio Clube Olhanense, também conhecida como Ginásio Del Mar Marina por razões de contratos de patrocinadores, é a secção que representa a dita agremiação em competições nacionais e internacionais, das quais actualmente disputam Proliga de portugal, equivalente ao segundo escalão, localizado em Olhão, Portugal. Manda seus jogos no Pavilhão do Ginásio Clube Olhanense.

## Temporada por temporada
| Temporada | Nível | Liga    | Posição | Pós-temporada     |
| --------- | ----- | ------- | ------- | ----------------- |
| 2011-12   | 3     | CNB1    | 9º      | Quartas de finais |
| 2012-13   | 3     | CNB1    | 8º      | Quartas de finais |
| 2013-14   | 3     | 1ª Div. | 6º      |                   |
| 2014-15   | 3     | 1ª Div. | 5º      |                   |
| 2015-16   | 3     | 1ª Div. | 3º      |                   |
| 2016-17   | 3     | 1ª Div. | 5º      |                   |
| 2017-18   | 3     | 1ª Div. | 5º      |                   |
| 2018-19   | 3     | 1ª Div. | 7º      | Finalista         |
| 2019-20   | 2     | ProLiga |         |                   |

fonte:fpb.pt

## Palmares da secção
- 1 Campeonato da Terceira Divisão (1978-79)

## Artigos relacionados
- Liga Portuguesa de Basquetebol
- Proliga
- Supertaça de Portugal de Basquetebol